# Deutsche Fußballmeisterschaft der A-Junioren 1982/83
Die deutsche Fußballmeisterschaft der A-Junioren 1983 war die 15. Auflage dieses Wettbewerbes. Meister wurde Eintracht Frankfurt, das im Finale den 1. FC Köln mit 2:0 besiegte.

## Teilnehmende Mannschaften
An der A-Jugendmeisterschaft nahmen die 16 Landesverbandsmeister teil.
| Regionalverband Nord                                                                                           | Regionalverband West                                                                         | Regionalverband Südwest                                                                 | Regionalverband Süd | Berlin                 |
| - Schleswig-Holstein: VfB Lübeck - Hamburg: Hamburger SV - Bremen: TSV Wulsdorf - Niedersachsen: VfL Osnabrück | - Westfalen: FC Schalke 04 - Mittelrhein: 1. FC Köln - Niederrhein: Borussia Mönchengladbach | - Rheinland: TuS Mayen - Südwest: 1. FC Kaiserslautern - Saarland: Borussia Neunkirchen | - Hessen: Eintracht Frankfurt - Baden: SV Sandhausen - Südbaden: Freiburger FC - Württemberg: VfB Stuttgart - Bayern: TSV 1860 München | - Berlin: BFC Preussen |

## Achtelfinale
Hinspiele: So 05.06. Rückspiele: Sa/So 11./12.06.
|                          | Gesamt |                      | Hinspiel | Rückspiel |
| ------------------------ | ------ | -------------------- | -------- | --------- |
| FC Schalke 04            | 4:2    | SV Sandhausen        | 2:0      | 2:2       |
| TSV 1860 München         | 3:6    | Eintracht Frankfurt  | 3:2      | 0:4       |
| Borussia Mönchengladbach | 02:10  | VfB Stuttgart        | 0:5      | 2:5       |
| Freiburger FC            | 1:7    | VfL Osnabrück        | 0:2      | 1:5       |
| TuS Mayen                | 3:4    | VfB Lübeck           | 2:2      | 1:2       |
| BFC Preussen             | 2:4    | 1. FC Kaiserslautern | 1:2      | 1:2       |
| TSV Wulsdorf             | 05:18  | 1. FC Köln           | 4:6      | 01:12     |
| Hamburger SV             | 4:2    | Borussia Neunkirchen | 3:0      | 1:2       |

## Viertelfinale
Hinspiele: So 19.06. Rückspiele: So 26.06.
|               | Gesamt |                      | Hinspiel | Rückspiel |
| ------------- | ------ | -------------------- | -------- | --------- |
| FC Schalke 04 | 6:9    | Eintracht Frankfurt  | 4:4      | 2:5       |
| VfB Stuttgart | 4:2    | VfL Osnabrück        | 2:1      | 2:1       |
| VfB Lübeck    | 01:12  | 1. FC Kaiserslautern | 1:3      | 0:9       |
| 1. FC Köln    | 8:2    | Hamburger SV         | 6:1      | 2:1       |

## Halbfinale
Hinspiele: So 03.07. Rückspiele: So 10.07.
|                      | Gesamt |               | Hinspiel | Rückspiel |
| -------------------- | ------ | ------------- | -------- | --------- |
| Eintracht Frankfurt  | 6:3    | VfB Stuttgart | 5:1      | 1:2       |
| 1. FC Kaiserslautern | 4:5    | 1. FC Köln    | 1:3      | 3:2       |

## Finale
| Eintracht Frankfurt                                                      | Eintracht Frankfurt | 1. FC Köln | 1. FC Köln |
| ------------------------------------------------------------------------ | --- | --- | ---------- |
| Eintracht Frankfurt                                                      | \| Sonnabend, 16. Juli 1983 um 16:00 Uhr in Marburg (Georg-Gaßmann-Stadion) \| \| Ergebnis: 2:0 (1:0) \| \| Zuschauer: 10.300 \| \| Schiedsrichter: Peter Gabor (West-Berlin) \|                                                               | \| Sonnabend, 16. Juli 1983 um 16:00 Uhr in Marburg (Georg-Gaßmann-Stadion) \| \| Ergebnis: 2:0 (1:0) \| \| Zuschauer: 10.300 \| \| Schiedsrichter: Peter Gabor (West-Berlin) \|                                                                     | 1. FC Köln |
| Eintracht Frankfurt                                                      | Jörg Hollenbach – Bernhard Trares – Thomas Klepper, Dirk Borkenhagen, Armin Kraaz – Markus Piesker, Manfred Binz (69. Alexander Conrad), Dennis Rieth – Stefan Wöber (63. Achim Völker), Wolfgang Heider – Holger Friz Cheftrainer: Klaus Mank | Michael Nißl – Andreas Gielchen – Anthony Baffoe, Willi Deutschmann, Frank Kayser (69. Guido Pesch) – Hans-Werner Reif, Rainer Wolff, Hans Heller, Ralph Pelzer – Ralf Geilenkirchen (56. Stefan Labude), Detlef Dezelak Cheftrainer: Christoph Daum | 1. FC Köln |
| Eintracht Frankfurt                                                      | 1:0 Bernhard Trares (38.) 2:0 Holger Friz (76.) | | 1. FC Köln |
| Eintracht Frankfurt                                                      | Rieth | Reif, Deutschmann, Labude | 1. FC Köln |
| Sonnabend, 16. Juli 1983 um 16:00 Uhr in Marburg (Georg-Gaßmann-Stadion) | | |            |
| Ergebnis: 2:0 (1:0)                                                      | | |            |
| Zuschauer: 10.300                                                        | | |            |
| Schiedsrichter: Peter Gabor (West-Berlin)                                | | |            |